# Šentjošt, Novo mesto
Šentjošt je naselje v Občini Novo mesto.